# Gammalstorp
Gammalstorp is een plaats in de gemeente Sölvesborg in het landschap Blekinge en de provincie Blekinge län in Zweden. De plaats heeft 155 inwoners (2005) en een oppervlakte van 37 hectare.
De plaats vormde tot 1952 een eigen gemeente, in 1952 ging deze gemeente samen met de gemeente Ysane, die in 1971 opging in de huidige gemeente Sölvesborg.
Net buiten de plaats ligt de kerk Gammalstorps kyrka, deze kerk is gebouwd tussen 1790 en 1793. De kerk toren was af in 1823. Op de plaats waar de huidige kerk stond, stond vroeger een kerk die waarschijnlijk was gebouwd in de 12de eeuw. De westelijke en zuidelijke muur van de Gammalstorps kyrka zijn nog onderdeel van de oorspronkelijke kerk geweest. De kerk staat op een heuvel, die oorspronkelijk een eiland was.